# Piedramillera
Piedramillera – gmina w Hiszpanii, w Nawarze, o powierzchni 13,26 km². W 2011 roku gmina liczyła 48 mieszkańców.